# Benik Afobe
Benik Tunani Afobe, född 12 februari 1993, är en engelsk fotbollsspelare (anfallare) av kongolesisk härkomst som spelar för emiratiska Hatta.

## Klubbkarriär
Afobe gjorde sin debut för Arsenals reservlag som 16-åring och gjorde 11 mål på 13 matcher för Arsenals U18-lag. Han skrev på ett proffskontrakt med Arsenal i februari 2010.
Den 1 februari 2018 lånades Afobe ut till Wolverhampton Wanderers över resten av säsongen 2017/2018. Den 1 juni 2018 blev Afobe klar för Wolverhampton Wanderers på en permanent övergång.
Den 12 juni 2018 lånades Afobe ut till Stoke City på ett 6-månaders låneavtal och där Stoke hade en skyldighet att värva honom i januari 2019. Den 8 augusti 2019 lånades Afobe ut till Bristol City på ett låneavtal över säsongen 2019/2020. Den 17 september 2020 lånades han ut till turkiska Trabzonspor på ett säsongslån. Den 2 juli 2021 lånades Afobe ut till Millwall på ett säsongslån. Den 28 juni 2022 skrev han därefter på ett ettårskontrakt med Millwall.
I januari 2023 flyttade Afobe till emiratiska Hatta.

## Landslagskarriär
Han var med i Englands trupp som vann U17-EM i maj 2010.